# ㅝ
ㅝ – samogłoska należąca do grupy pisma hangul, do oznaczenia spółgłoski półotwartej wargowo-miękkopodniebiennej i półotwartej tylnej niezaokrąglonej [wʌ]. Według transkrypcji McCune’a-Reischauera samogłoska brzmi "wŏ".
Dźwięk samogłoski brzmi podobnie jak "wa" w angielskim słowie "walk" lub polskie "ło".